# Guvernator

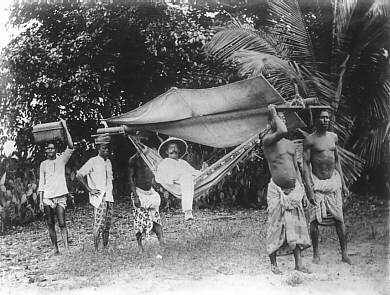
Guvernator colonial german din Togoland (ca. 1885), care ulterior a devenit colonie pentru francezi și britanici

Guvernator (franc.: Gouverneur, engl.: Governor, span.: Gobernador, rus.: Губернатор, germ.: Regent) este conducătorul unei provincii delimitate militare sau civile.
Termenul provine de la elinul kybernétes = "cârmaci", de unde provine și termenul de cibernetică.
- Guvernatorii romani erau persoanele care pe timpul Republicii romane, apoi al Imperiului roman se ocupau de conducerea provinciilor.
- Guvernatorii bizantini erau aceia care în timpul Imperiului bizantin se ocupau de conducerea provinciilor, apoi a themelor.
- Guvernatorii României pentru: 
  - Transnistria (1941-1944);
  - BNR;
  - ARBDD.
- Guvernatorii Republicii Moldova pentru:
  - BNM;
  - Găgăuzia.
- Guvernatorii vlaho-bulgari, care administrau provinciile (cunoscute ca: hora, zemya, strana și oblast) în numele țarului, erau denumiți duci sau kefali.

## Rolul în politica internă și externă
Guvernatorul are un rol diferit în politica internă. Dacă guvernatorul unei provincii se arăta ca un conducător specialist, care știe să conducă armata, să îmbunătățească starea economică și să-i ofere populației tot ce este necesar, el cu ușurință poate să crească de la un guvernator într-o persoană cu post major sau chiar conducător de țară. Cel mai evidente erau urcările la tron ale guvernatorilor în timpul Imperiului roman. În politica externă, guvernatorii ofereau regelui sau împăratului provizii, materiale necesare și întrețineau armata pentru a fi pregătită să înceapă o campanie. Un guvernator de încredere era foarte important. Așa Napoleon a pus drept guvernatori rude ale sale (pe atunci, regi în provincii ocupate, deoarece el era împărat), ca să aibă ajutor și încredere în ei. Uneori, guvernatorul lua parte într-un război civil, declanșa o răscoală sau intrarea în război de partea vrăjmașului.